# Bye
Un bye est, dans une compétition sportive, une exemption permettant à un joueur ou une équipe de ne pas participer à un tour de jeu, par exemple lorsquʼil y a un nombre impair de participants qui doivent se rencontrer deux par deux. Il désigne également la pratique consistant à qualifier automatiquement pour le second tour un joueur ou une équipe, généralement le vainqueur sortant ou celui avec le meilleur classement, ou à exempter de premier tour dans un tableau à élimination directe une ou plusieurs équipes par tirage au sort lorsque le nombre de participants initial nʼest pas une puissance de 2.
Cet anglicisme est couramment utilisé dans certaines disciplines tandis que dans d'autres c'est un terme régional, utilisé notamment en Belgique et au Canada (Province de Québec, plus particulièrement). En français académique, on utilise le terme exempt ou exempté.
Dans une poule de trois équipes en tournoi toutes rondes où chacune est exempte une fois, le premier match oppose deux équipes tirées au sort, et la troisième reste sans adversaire, donc bye ; le perdant de la première journée rencontre ensuite lʼéquipe bye qui n'a pas encore joué, afin que le dernier match de la poule (troisième journée) reste décisif.
Le règlement de certains tournois utilisant le système suisse autorise les joueurs à choisir de prendre un nombre défini et restreint de bye, c'est-à-dire à ne pas participer à certains matchs, comme c'est souvent le cas aux échecs ; les matchs sont alors comptabilisés comme des parties nulles, valant un demi-point.

## En tennis
En tennis, des bye sont aussi accordés à certains joueurs ayant le statut de têtes de série. Ils sont distribués en fonction du nombre de joueurs présents dans le tableau d’une compétition. Dans ces cas, les têtes de série font en fait leur entrée en compétition au second tour. Voici la liste des exemptions accordées sur le circuit ATP selon les tableaux :
- Pour les tableaux de 28 joueurs, les quatre premières têtes de série bénéficient d’une exemption ;
- Pour les tableaux de 48 joueurs, les 16 têtes de série bénéficient d’une exemption et font leur entrée en seizièmes de finale (second tour) ;
- Pour les tableaux de 56 joueurs, les 8 premières têtes de série bénéficient d’une exemption ;
- Pour les tableaux de 96 joueurs, les 32 têtes de série bénéficient d’une exemption et font leur entrée en trente-deuxièmes de finale (second tour) ;
- Pour les tableaux de 16, 32, 64 ou 128 joueurs, aucun joueur ne bénéficie d’exemption, à moins qu'au hasard de la compétition, un adversaire ne pouvant être remplacé soit forfait.

En ce qui concerne les tournois de double, la répartition se fait de manière similaire :
- Pour les tableaux de 24 équipes, les 8 têtes de série bénéficient d’une exemption.

En ce qui concerne les tournois de qualification, les têtes de série les mieux classées peuvent bénéficier d'exemptions si le tableau n'est pas complet.
Que ce soit en simple ou en double, les joueurs ou équipes bénéficiant d’un bye qui perdent dès leur entrée au 2e tour reçoivent le nombre de points ATP équivalent à celui d'une défaite au 1er tour.